# 西寺方町
西寺方町（にしてらかたまち）は東京都八王子市の地名。丁番を持たない単独町名であり、住居表示実施未実施区域。郵便番号は192-0153（恩方郵便局管区）。

## 地理
八王子市北西部、旧恩方村の一区域。北浅川・小津川の北岸に広がる地域で、地区内には宝生寺団地が造成されている。北西部には首都圏中央連絡自動車道（圏央道）が、西寺方町南部には東京都道521号上野原八王子線（陣馬街道）が通過している。北は上川町・川口町、東は上壱分方町・弐分方町、南は川町・下恩方町、西は下恩方町・美山町と接する。

## 歴史
江戸時代は寺方村といった。南多摩郡内での村名重複のため1878年（明治11年）に区別のため「西」が付された。この時の重複対象とされたもう一方の「寺方」は現在の多摩市東寺方が該当する。

### 沿革
- 1889年（明治22年）4月1日 - 町村制施行により、神奈川県南多摩郡の下恩方村、上恩方村、西寺方村、小津村が合併し恩方村が成立する。西寺方村が恩方村大字西寺方となる。
- 1893年（明治26年）4月1日 - 南多摩郡が東京府へ移管。
- 1943年（昭和18年）7月1日 - 東京都制の施行により南多摩郡は東京都の管轄となる。
- 1955年（昭和30年）4月1日 - 恩方村が八王子市へ編入。恩方村大字西寺方は八王子市大字西寺方となる。
- 1956年（昭和31年）10月1日 - 八王子市大字西寺方が町名変更により西寺方町となる。

## 世帯数と人口
2017年（平成29年）12月31日現在の世帯数と人口は以下の通りである。
| 町丁     | 世帯数    | 人口    |
| -------- | --------- | ------- |
| 西寺方町 | 2,802世帯 | 5,819人 |

## 小・中学校の学区
市立小・中学校に通う場合、学区は以下の通りとなる。
| 番地                   | 小学校                   | 中学校               |
| ---------------------- | ------------------------ | -------------------- |
| 733〜1287番地 1309番地 | 八王子市立元木小学校     | 八王子市立恩方中学校 |
| その他                 | 八王子市立恩方第一小学校 | 八王子市立恩方中学校 |

## 交通

### 鉄道
地内に鉄道は通過していない。

### 道路
西寺方町北西部を首都圏中央連絡自動車道（圏央道）が通過しているがインターチェンジはない。南部に東京都道521号上野原八王子線（陣馬街道）が通過しており、宝生寺団地へは「宝生寺団地入口」交差点から市道でのアクセスとなる。陣馬街道「小田野」交差点では美山街道（市道）が分岐する。

### 路線バス
西東京バスの以下の系統が宝生寺団地に乗り入れ、京王八王子駅や高尾駅からのバスが運行されている。
- 陣01（京王八王子駅 - 四谷 - 宝生寺団地）
- 陣02（京王八王子駅 - 四谷 - 宝生寺団地 - 恩方車庫）
- 霊園11（高尾駅 - 東京霊園 - 宝生寺団地）

上記に加えて、陣馬街道上に以下の系統が走行する。
- 陣04・05（京王八王子駅 - 四谷 - 宝生寺団地入口 - 大久保・恩方車庫・繊維団地）
- 西八王子駅 - 四谷 - 宝生寺団地入口 - 恩方車庫・繊維団地
- 恩方車庫 - 宝生寺団地入口 - 高尾駅南口

## 施設
- 恩方郵便局
- 陵北病院
- 恩方病院